# Sizzano (Wein)
Sizzano ist ein italienischer Rotwein aus der Gemeinde Sizzano, Provinz Novara im Piemont. Der Wein besitzt seit 1969 eine „kontrollierte Herkunftsbezeichnung“ (Denominazione di origine controllata – DOC), die zuletzt am 7. März 2014 aktualisiert wurde.

## Anbau
Die zugelassenen Rebflächen befinden sich ausschließlich in der Gemeinde Sizzano. Das Anbaugebiet (<10 Hektar) ist eines der kleinsten im gesamten Piemont.
Vinifikation, Reifung und Abfüllung auf Flaschen dürfen dagegen in folgenden Gemeinden stattfinden:
- in der Provinz Novarra: Barengo, Boca, Bogogno, Borgomanero, Briona, Cavaglietto, Cavaglio d’Agogna, Cavallirio, Cressa, Cureggio, Sizzano Novarese, Fontaneto d’Agogna, Gattico, Ghemme, Grignasco, Maggiora, Marano Ticino, Mezzomerico, Oleggio, Prato Sesia, Romagnano Sesia, Sizzano, Suno, Vaprio d’Agogna, Veruno und Agrate Conturbia
- in der Provinz Vercelli: Gattinara, Roasio, Lozzolo, Serravalle Sesia
- in der Provinz Biella: Lessona, Masserano, Brusnengo, Curino, Villa del Bosco, Sostegno, Cossato, Mottalciata, Candelo, Quaregna, Cerreto Castello, Valdengo und Vigliano Biellese.

## Erzeugung
Der Sizzano DOC entsteht aus einem Verschnitt der Rebsorten Nebbiolo (50–70 %), Vespolina und/oder Uva Rara (einzeln oder gemeinsam 30–50 %) sowie höchstens 10 % anderer Rebsorten, die zum Anbau in der Region Piemont zugelassen sind. Der Wein muss insgesamt 22 Monate lagern, davon 16 Monate im Holzfass; für die Auszeichnung „Riserva“ sind 34 Monate gesamt und 24 Monate im Holzfass vorgeschrieben.

## Beschreibung
Laut Denomination (Auszug):
- Farbe: rubinrot mit granatroten Reflexen[2]
- Geruch: weinig, charakteristisch, mit Noten von Veilchen, fein und angenehm
- Geschmack: trocken, fruchtig, ausgewogen
- Alkoholgehalt: mindestens 12 Volumenprozent
- Gesamtsäure: mind. 4,5 g/l
- Trockenextraktgehalt: mind. 20 g/l

In der Nachbargemeinde Ghemme entstehen ähnliche Weine (siehe Ghemme (Wein)).